# Paul Wahl
Paul Wahl (* 6. Oktober 1906 in Möhringen; † 13. Februar 1982 in Stuttgart) war ein deutscher Gewichtheber. Er war deutscher Meister im Schwergewicht 1934 und Teilnehmer bei den Olympischen Spielen 1936 in Berlin.
Eine seiner Enkel ist die 1992 geborene deutsche Schriftstellerin Carolin Wahl.

## Werdegang
Paul Wahl wuchs in Möhringen bei Stuttgart auf. Er begann dort als Jugendlicher bei der SpVgg 1887 Möhringen mit dem Gewichtheben. Erstmals in Erscheinung trat er 1929, als er bei der deutschen Meisterschaft in Villingen im Schwergewicht startete und dort mit 482,5 kg (77,5-85-85-100-135) im Fünfkampf den 4. Platz belegte.
1930 wechselte er aus beruflichen Gründen nach Düsseldorf und startete drei Jahre lang für den KSV Düsseldorf 20. 1931 belegte er bei der deutschen Meisterschaft im Schwergewicht mit 330 kg (90-107,5-132,5) den 3. Platz. 1933 kehrte er nach Möhringen zurück und startete für den ASV Möhringen. In den folgenden Jahren belegte er bis 1949 mehrmals den 2. oder 3. Platz bei den deutschen Meisterschaften. Eine Ausnahme bildete das Jahr 1934, denn in diesem Jahr wurde er in Nürnberg im Schwergewicht im Fünfkampf mit 545 kg (85-102,5-105-110-142,5) deutscher Meister vor dem ehemaligen Olympiasieger Josef Straßberger, München, der auf 540 kg kam.
Die internationale Karriere von Paul Wahl begann 1933. Er kam in diesem Jahr bei der Europameisterschaft in Essen im Schwergewicht in einem Fünfkampf auf 507,5 kg (82,5-77,5-100-112,5-135) und belegte damit den 4. Platz. Paul Wahl zeigte in den folgenden Jahren bei vielen nationalen Wettkämpfen Leistungen, die denen von Josef Straßberger und ab 1935 von Josef Manger, dem Olympiasieger von 1936 und zweifachen Weltmeister von 1937 und 1938 ebenbürtig waren. Er schaffte es aber nicht, bei den wichtigen Wettkämpfen, nämlich den Olympischen Spielen 1936 in Berlin, bei der Europameisterschaft 1935 in Paris und bei der Weltmeisterschaft 1938 in Wien diese Leistungen auch nur annähernd zu wiederholen. Aus diesem Grund gewann er bei den internationalen Meisterschaften niemals eine Medaille. Bei der Europameisterschaft 1935 in Paris schaffte er im olympischen Dreikampf mit 382,5 kg zwar die gleiche Leistung wie der zweite und dritte Sieger, war von diesen drei Hebern aber der schwerste und kam deshalb auch in Paris nur auf den 4. Platz.
Im Dezember 1934 stellte er in Tuttlingen bzw. Stuttgart im beidarmigen Reißen mit 128 kg bzw. 130 kg zwei Weltrekorde auf. Im olympischen Zweikampf erzielte er in Tuttlingen 393 kg (115-128-150).

## Internationale Erfolge
| Jahr | Platz | Wettkampf    | Wettkampfart | Gewichtsklasse | Ergebnisse |
| 1933 | 4.    | EM in Essen  | FK 1         | Schwer         | mit 507,5 kg (82,5-77,5-100-112,5-135), hinter Václav Bečvář, Tschechoslowakei, 552,5 kg (90-82,5-102,5-117,5-160), Arnold Luhaäär, Estland, 537,5 kg (90-80-100-115-152,5) und Josef Straßberger, Deutschland, 525 kg (75-82,5-122,5-107,5-137,5) |
| 1935 | 4.    | EM in Paris  | OD           | Schwer         | mit 382,5 kg (112,5-120-150), hinter Josef Manger, Deutschland, 395 kg, Ronald Walker, England, 382,5 kg und Václav Pšenička, Tschechoslowakei, 382,5 kg                                                                                           |
| 1936 | 7.    | OS in Berlin | OD           | Schwer         | mit 375 kg (115-110-150); Sieger: Josef Manger mit 410 kg vor Václav Pšenička, 402,5 kg |
| 1938 | 4.    | WM in Wien   | OD           | Schwer         | mit 380 kg (120-110-150), hinter Josef Manger, 410 kg, Steve Stanko, USA, 397,5 kg und Arnold Luhaäär, Estland, 390 kg |

## Deutsche Meisterschaften
| Jahr | Platz | Wettkampfart | Gewichtsklasse | Ergebnisse |
| 1929 | 4.    | FK 2         | Schwer         | mit 482,5 kg (77,5-85-85-100-135), Sieger: Josef Straßberger, TSV 1860 München, 537,5 kg (75-95-117,5-105-145) |
| 1931 | 3.    | OD           | Schwer         | mit 330 kg (90-107,5-132,5), hinter Josef Straßberger, 360 kg und Neubauer, ASV Würzburg, 342,5 kg             |
| 1932 | 2.    | OD           | Schwer         | mit 347,5 kg, hinter Josef Straßberger, 367,5 kg                                                               |
| 1933 | 2.    | FK 1         | Schwer         | mit 507,5 kg, hinter Josef Straßberger, 530 kg                                                                 |
| 1934 | 1.    | FK 2         | Schwer         | mit 545 kg (85-102,5-105-110-142,5), vor Josef Straßberger, 540 kg und Karl Bierwirth, VKSA Essen 88, 537,5 kg |
| 1935 | 3.    | OD           | Schwer         | mit 372,5 kg (112,5-110-150), hinter Josef Manger, SpVgg Freising, 385 kg und Josef Straßberger, 380 kg        |
| 1936 | 2.    | OD           | Schwer         | mit 387,5 kg (112,5-120-155), hinter Josef Manger, 395 kg und vor Heinz Schattner, TSV 1860 München, 380 kg    |
| 1937 | 3.    | OD           | Schwer         | mit 385 kg (115-120-150), hinter Josef Manger, 415 kg und Heinz Schattner, 395 kg                              |
| 1938 | 2.    | OD           | Schwer         | mit 397,5 kg, hinter Josef Manger, 427,5 kg und vor Heinz Schattner, 380 kg                                    |
| 1939 | 3.    | OD           | Schwer         | mit 382,5 kg, hinter Josef Manger, 435 kg und Heinz Schattner, 387,5 kg                                        |
| 1949 | 2.    | OD           | Schwer         | mit 350 kg, hinter Theo Aaldering, VKSA Essen 88, 382,5 kg                                                     |

Erläuterungen
- OS = Olympische Spiele, WM = Weltmeisterschaft, EM = Europameisterschaft
- Schwergewicht, damals über 82,5 kg Körpergewicht
- FK 1 = Fünfkampf, bestehend aus einarmigem Reißen links und rechts, beidarmigem Drücken, Reißen und Stoßen
- FK 2 = Fünfkampf, bestehend aus einarmigem Reißen, einarmigem Stoßen (jeweils beliebig), beidarmigem Drücken, Reißen und Stoßen
- OD = olympischer Dreikampf, bestehend aus beidarmigem Drücken, Reißen und Stoßen